# 绿秆膜叶铁角蕨
绿秆膜叶铁角蕨（学名：Hymenasplenium obscurum）也称灰绿铁角蕨、绿柄剪叶铁角蕨、绿秆铁角蕨，为铁角蕨科膜叶铁角蕨属下的一个种。